# Хольцкен, Ники
Ники Хольцкен (нидерл. Nicolaas Holzken;род. 12.12.1983, Хелмонд, Нидерланды) — нидерландский кикбоксер, пятикратный чемпион мира. Выступал по муай-тай и боксу. В прошлом ученик Рамона Деккерса. Спортивный псевдоним «Натурал».

## Биография

### Спортивная карьера
Хольцкен начал заниматься спортом в 10 лет. В 13 сделал паузу и продолжил в 17. В 22 перешел в Golden Glory, с которым и подписал контракт.
Начал выступать на ринге качестве кикбоксера в 2002 году. В 2013 состоялся его дебют в профессиональном боксе. Долгое время Хольцкен сочетал карьеру в этих двух видах спорта, что является редкостью для спортсменов высокого уровня.
Он считается одним из лучших специалистов по работе руками в кикбоксинге. Отличительная особенность - хорошая работа по корпусу и множество нокаутов ударом в печень.
С 2018 года выступает во Всемирной боксерской суперсерии. В том же году закончил карьеру в GLORY и перешел в ONE Championship.

### Титулы
- "Боец вечера",  GLORY 34;
- 2015 GLORY, чемпион в полусреднем весе;
- 2014 GLORY чемпион в полусреднем весе;
- 2013 GLORY победитель турнира в полусреднем весе;
- Трехкратный чемпион Нидерландов;
- Двукратный чемпион WFCA;
- Чемпион Европы SIMTA[4].

### Личная жизнь
Жену Ники зовут Нана. Они воспитывают сына и дочь. Джеральд Хольцкен идет по стопам отца и с юных лет выступает по тайскому боксу.
Параллельно с карьерой на ринге Ники Хольцкен работает моделью. На бои выходит под хардкор композицию DJ Zani и DJ Vince, которую исполнители написали специально для него.. Снимался в кино.